# Emily Mortimer

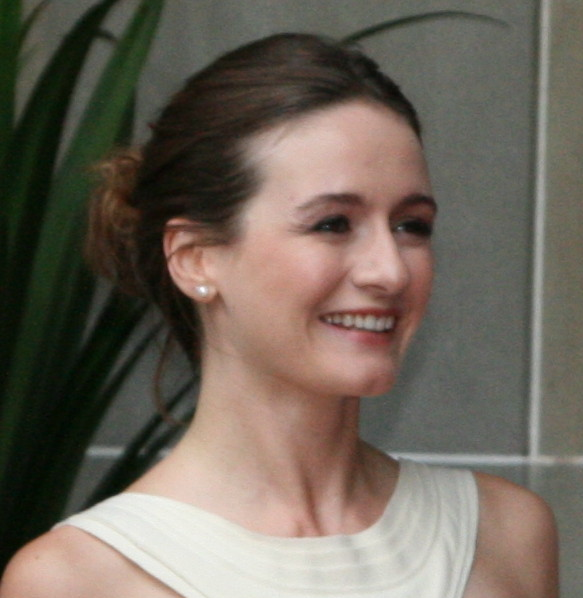
Emily Mortimer (2007)

Emily Kathleen A. Mortimer (ur. 1 grudnia 1971 w Londynie) – angielska aktorka.

## Życiorys
Mortimer urodziła się w Finsbury Park w Londynie jako córka sir Johna Mortimera – prawnika i pisarza. Uczęszczała do prestiżowej szkoły St Paul’s Girls' School w zachodnim Londynie (znana angielska aktorka Rachel Weisz była o rok wyżej), gdzie wystąpiła w kilku sztukach teatralnych. Po ukończeniu szkoły, Mortimer studiowała język rosyjski na Uniwersytecie Oksfordzkim.
Dzięki występom w studenckich przedstawieniach została zauważona przez reżysera, który zapewnił jej w 1995 roku rolę w adaptacji telewizyjnej The Glass Virgin autorstwa Catherine Cookson. W 1997 zagrała w pierwszym odcinku angielskiego serialu kryminalnego Morderstwa w Midsomer. W 1998 wystąpiła w roli Kat Ashley, w filmie Elizabeth. Rok później w Notting Hill wcieliła się w rolę Idealnej Dziewczyny. Dzięki występowi w filmie Mortimer została zauważona również poza wyspami brytyjskimi.
W 2000 roku Mortimer zagrała Katherine w musicalu Kennetha Branagha Stracone zachody miłości, gdzie spotkała swojego przyszłego męża, Alessandro Nivola. W tym samym roku zagrała u boku Bruce’a Willisa w Dzieciaku. W 2002 dostała główną rolę w Formule, gdzie zagrali również Samuel L. Jackson oraz Robert Carlyle.
W 2003 Mortimer wystąpiła w filmie Stephena Frya – Cudowne lata bohemy. W 2004 Mortimer zagrała w dramacie obyczajowym Dear Frankie – razem z Gerardem Butlerem. W 2005 zagrała jedną z głównych ról, żonę Chrisa Wiltona – granego przez Jonathana Rhysa Meyersa, w filmie Woody’ego Allena Wszystko gra. W 2007 roku wystąpiła u boku Ryana Goslinga w Miłość Larsa, jako szwagierka tytułowego bohater. Mortimer zagrała również w 2 ekranizacjach Różowej Pantery.
W 2010 roku zagrała w filmie Wyspa tajemnic. W latach 2012–2014 Mortimer występowała w amerykańskim serialu Newsroom jako Mackenzie McHale.

### Życie osobiste
Od 2003 roku Emily Mortimer jest żoną amerykańskiego aktora Alessandra Nivoli, z którym ma syna Sama (ur. 2003) i córkę May (ur. 2010).

## Filmografia
- 1995: Szabla Sharpe’a jako Lass
- 1996: Ostatnie takie lato jako Romy Thomas
- 1996: Duch i Mrok jako Helena Patterson
- 1996: Król głupców jako Emma
- 1997: Święty jako kobieta w samolocie
- 1998: Elizabeth jako Kat Ashley
- 1998: Cider with Rosie jako panna Flynn
- 1998: Powrót do domu jako Judith Dunbar
- 1999: Killing Joe
- 1999: Notting Hill jako idealna dziewczyna
- 1999: Arka Noego jako Rut
- 2000: Krzyk 3 jako Angelina Tyler
- 2000: Dzieciak jako Amy
- 2000: Stracone zachody miłości jako Katherine
- 2001: Pięknie i jeszcze piękniej jako Elizabeth Marks
- 2001: Formuła jako Dakota
- 2002: Jeffrey Archer: The Truth jako Diana
- 2003: Żona dla dwóch jako Angela
- 2003: Nobody Needs to Know jako Emily
- 2003: Cudowne lata bohemy jako Nina Blount
- 2003: Młody Adam jako Cathie Dimly
- 2003: Słownik snów jako Cecil
- 2004: Frankie jako Lizzie Morrison
- 2005: Wszystko gra jako Chloe Hewett Wilton
- 2005: Ruchomy zamek Hauru jako Sophie (głos, angielski dubbing)
- 2006: Różowa Pantera (The Pink Panther) jako Nicole
- 2006: Zakochany Paryż jako Frances
- 2007: Miłość Larsa jako Karin Lindstrom
- 2008: Transsiberian jako Jessie
- 2008: Mistrz jako Laura Black
- 2008: Chaos Theory jako Susan
- 2009: Harry Brown jako inspektor Frampton
- 2009: Różowa Pantera 2 jako Nicole
- 2009: City Island jako Molly
- 2010: Wyspa tajemnic[1] jako Rachel Solando
- 2011: Auta 2 jako Lilliana Lifting (głos)
- 2011: Hugo i jego wynalazek[1] jako Lisette
- 2011: Nasz brat idiota jako Liz
- 2014: Rio, I Love You jako Dorothy (segment „La Fortuna”)
- 2015: Ladygrey jako Olive
- 2015: Ten Thousand Saints jako Di Urbanski
- 2016: Spectral jako Fran Madison
- 2017: The Sense of an Ending jako Sarah Ford
- 2017: Party jako Jinny
- 2017: Księgarnia z marzeniami jako Florence Green[1]
- 2018: Write When You Get Work jako Nan Noble
- 2018: Podróż w niepamięć jako Sarah
- 2018: Mary Poppins powraca jako Jane Banks
- 2018: Stracone wakacje jako Radio Commentary
- 2019: Phil jako Alicia
- 2019: Good Posture jako Julia Price
- 2019: Morze strachu jako Sarah
- 2020: Relikt jako Kay

### Seriale
- 1995: The Glass Virgin jako Annabella Lagrange
- 1996: The Ruth Rendell Mysteries jako Elvira Crossland
- 1996: No Bananas jako Una
- 1996: Jack and Jeremy's Real Lives jako Tilly
- 1996: Milczący świadek jako Fran
- 1997: Morderstwa w Midsomer jako Katherine Lacey
- 1997: Taniec do muzyki czasu jako Polly Duport
- 2007: Rockefeller Plaza 30 jako Phoebe
- 2012–2014: Newsroom[1] jako Mackenzie McHale
- 2013–2015: Doll & Em jako Emily
- 2020: Don't Look Deeper jako Sharon
- 2021: The Pursuit of Love jako The Bolter

## Nagrody i wyróżnienia
Mortimer była nominowana m.in. do nagrody Saturn, Goya i Satelita.